# 1-Butén
Az 1-butén (vagy 1-butilén) szerves vegyület, egyenes láncú alfa-olefin (alkén), a butén (butilén) egyik izomerje. Képlete CH3CH2CH=CH2. Színtelen, gyúlékony, könnyen cseppfolyósítható gáz.

## Reakciói
Önmagában stabil, de könnyen polibuténné polimerizálható. Főként egyes polietilénfajták – például a lineáris kis sűrűségű polietilén (LLDPE) – előállításához használják fel komonomerként. Kiindulási anyagként szolgál továbbá polipropilén műgyanták, butilén-oxid és butanon gyártásához is.

## Előállítása
A finomítók nyers C4 frakciójából történő elválasztással, valamint etilén dimerizációjával nyerik. Az előbbi esetben 1- és 2-butének keverékét kapják, míg utóbbi eljárás kizárólag a terminális alként eredményezi. Nagy tisztaságú terméket desztillációval állítanak elő. A világ éves termelését 2011-ben 12 millió tonnára becsülik.